# باربی: اسکیپر و ماجراجویی بزرگ پرستاری بچه
باربی: اسکیپر و ماجراجویی بزرگ پرستاری بچه (به انگلیسی: Barbie: Skipper and the Big Babysitting Adventure) فیلم پویانمایی تلویزیونی ماجراجویی کمدی محصول سال ۲۰۲۳ به‌کارگردانی استیو دی و نویسندگی دنیل برایان فرانکلین می‌باشد. در فیلم در ۶ مارس در ایالات متحده بر روی نتفلیکس به‌نمایش در آمد.